# یرواند ووسکان
یرواند هاکوبی ووسکان (ارمنی: Երվանդ Հակոբի Ոսկան؛ زاده ۱۸۵۵ – درگذشته ۱۹۱۴) نقاش، مجسمه‌ساز و باستان‌شناس سرشناس ارمنی‌تبار اهل امپراتوری عثمانی بود. وی را به عنوان اولین مجسمه‌ساز ترکیه می‌شناسند.

## زندگی‌نامه
در ۱۸۵۵ در کنستانتینوپل به دنیا آمد و از فارغ‌التحصیل گشت.  وی در ۱۹۱۴ در سن ۵۹ سالگی در کنستانتینوپل درگذشت و در گورستان ارامنه شیشلی به خاک سپرده شد.

## نگارخانه

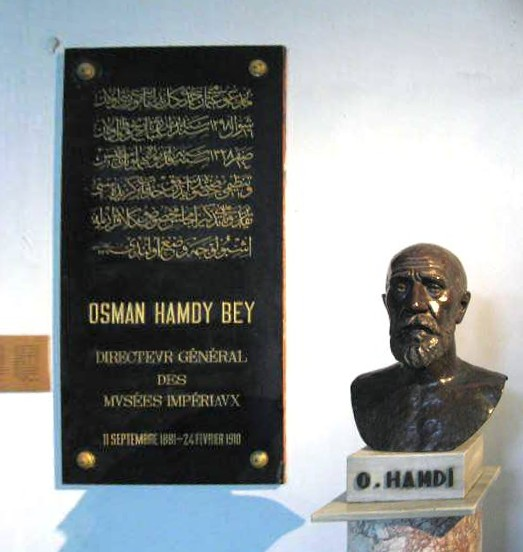
نیم‌تنه عثمان حمدی بیگ